# Rośliny pastewne

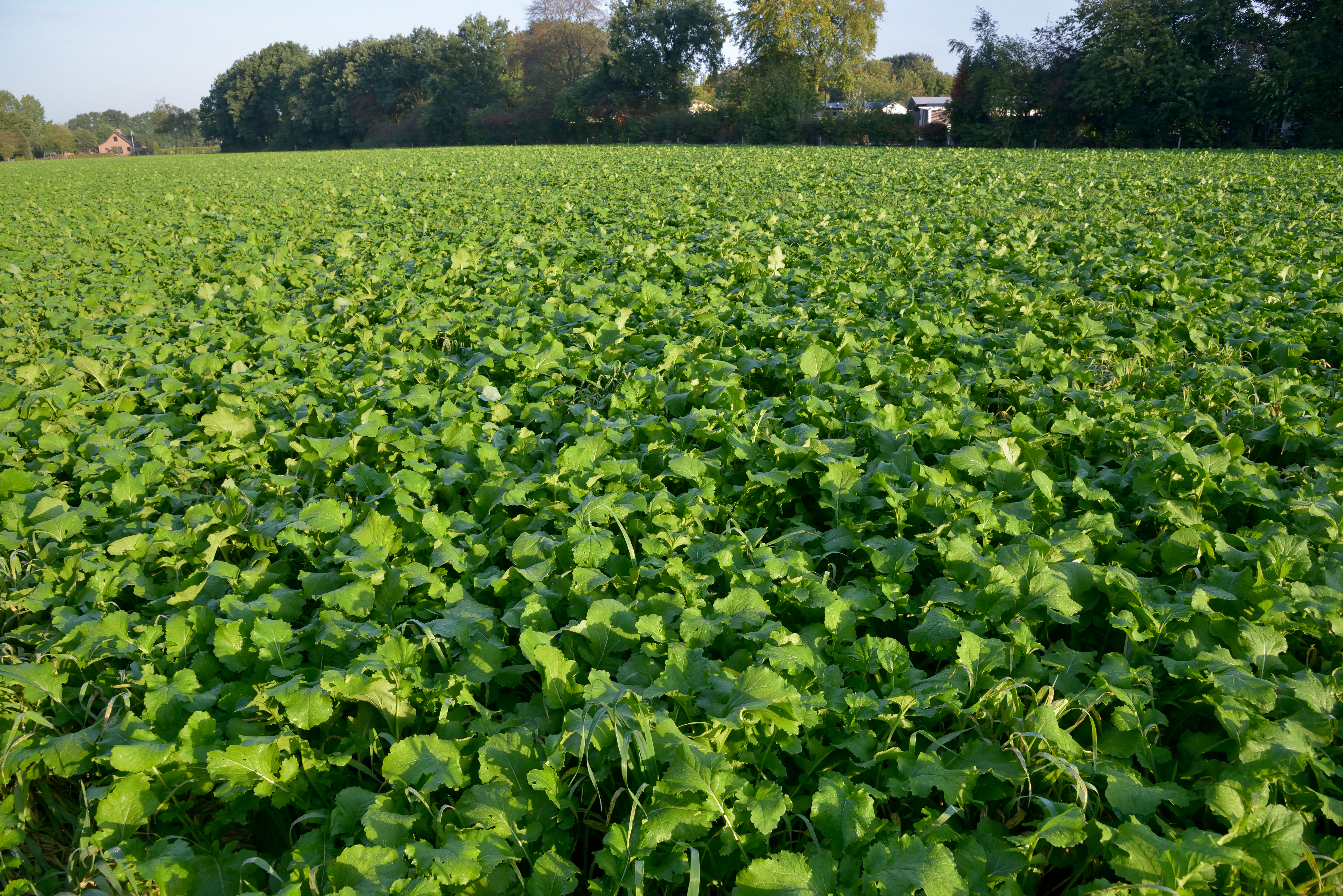
Rzepa w uprawie polowej

Rośliny pastewne – rośliny wykorzystywane w rolnictwie na paszę dla zwierząt gospodarskich. Jest to grupa roślin bardzo zróżnicowana botanicznie, którą łączy duża masa uzyskiwana z jednostki powierzchni i duże walory odżywcze wynikające z ich składu chemicznego.
Rośliny pastewne uprawiane mogą być na gruntach ornych (polowe rośliny pastewne) oraz na użytkach zielonych. Polowe rośliny pastewne uprawia się w siewie czystym lub w mieszankach, nierzadko jako wsiewki lub międzyplon. Na użytkach zielonych rośliny pastewne rosną z reguły w mieszankach, na które składają się: trawy, drobnonasienne rośliny motylkowe i zioła. W zależności od ich składu, stopnia dojrzałości, zawartości suchej masy, sposobu konserwowania i przechowywania uzyskiwać można z nich zróżnicowane rodzaje pasz. Jako świeże pasze zielone mogą być też spasane bezpośrednio w miejscu uprawy.

## Warunki produkcji
Do warunków skutecznej produkcji pasz należy eliminacja z upraw roślin pastewnych roślin trujących dla zwierząt. Domieszka takich roślin w plonie skutkować może nieprzydatnością całego zbioru do celów pastewnych. Gleby do uprawy roślin pastewnych powinny cechować się dużą zasobnością w składniki pokarmowe, uregulowanymi warunkami wodnymi i dobrym odchwaszczeniem. Wymagają dobrego przygotowania pod zasiew i zwykle obfitego nawożenia (nie dotyczy to nawożenia azotem upraw samych roślin motylkowych, które za pomocą bakterii brodawkowych pozyskują ten pierwiastek z powietrza).
Ze względu na zmiany następujące w roślinach wraz z ich wzrostem (stopniowe zwiększanie się w ich masie procentowego udziału łodyg kosztem liści oraz wzrost udziału błonnika kosztem białek) krytyczne znaczenie dla jakości zbioru ma termin zbioru roślin pastewnych. Właściwy termin związany jest zwykle z pojawieniem się pąków kwiatowych lub początkiem kwitnienia roślin, a w przypadku surowca przeznaczanego do produkcji pasz wysokowartościowych – jeszcze wcześniej, w czasie szybkiego wydłużania pędów.

## Przykłady i podział roślin pastewnych
W warunkach Europy Środkowej jako rośliny pastewne wykorzystywane są:
- rośliny zbożowe np.: owies, jęczmień, żyto, kukurydza[1];
- rośliny okopowe np.: burak pastewny, marchew pastewna, brukiew, cykoria podróżnik, słonecznik bulwiasty (topinambur), rzepa, rzodkiew, ziemniak[5][1];
- rośliny motylkowe
  - grubonasienne (strączkowe, jednoroczne): groch zwyczajny, bobik, wyka siewna, wyka kosmata, wyka pannońska, łubin, seradela pastewna, soja warzywna[5];
  - drobnonasienne (wieloletnie): głównie koniczyna czerwona, lucerna pośrednia[2] i lucerna siewna[5], poza tym: lucerna sierpowata, lucerna nerkowata, sparceta siewna, koniczyna krwistoczerwona (inkarnatka), koniczyna biała, koniczyna białoróżowa, komonica zwyczajna, przelot pospolity, nostrzyk biały[5];
- pastewne trawy: kostrzewa, kupkówka pospolita, rajgras wyniosły, stokłosa bezostna, tymotka łąkowa, wiechlina łąkowa, wyczyniec łąkowy, życica[2];
- rośliny kiszonkowe (silosowe): kukurydza zwyczajna, słonecznik zwyczajny, kapusta pastewna[5];
- inne rośliny pastewne spotykane w uprawie polowej: sporek polny, gorczyca biała, ślaz okółkowy (malwa pastewna), facelia błękitna, żywokost szorstki (pastewny)[5].

Na obszarach suchszych cenionymi roślinami pastewnymi są trawy prosowate: proso zwyczajne, sorgo alepskie, sorgo dwubarwne, chwastnica zbożowa czy włośnica ber.